# Campo di Giove
Campo di Giove – miejscowość i gmina we Włoszech, w regionie Abruzja, w prowincji L’Aquila.
Według danych na rok 2004 gminę zamieszkiwały 903 osoby, 30,1 os./km².